# Championnats de République dominicaine de cyclisme sur route
Les Championnats de République dominicaine de cyclisme sur route sont organisés tous les ans, pour attribuer les titres nationaux de cyclisme sur route. 
La course en ligne ne fut pas disputé chez les hommes en 2009 et 2011. L'épreuve chronométrée également de 2008 à 2009 puis de 2011 à 2012.

## Podiums des championnats masculins

### Course en ligne
| Année | Vainqueur        | Deuxième             | Troisième            |
| ----- | ---------------- | -------------------- | -------------------- |
| 1998  | Wendy Cruz       |                      |                      |
| 2004  | Wendy Cruz       | Wendy Palacio        | Ramón Pineda         |
| 2006  | Stalin Quiterio  | Ramón Merán          | Euris Vidal          |
| 2007  | Ismael Sánchez   | Osvaldo Capellán     | Euris Vidal          |
| 2008  | Wendy Cruz       | Jorge Cordero        | Elvis Colón          |
| 2010  | Deivy Capellán   | Rodny Minier         | José Frank Rodríguez |
| 2012  | William Guzmán   | Braulio García       | José Frank Rodríguez |
| 2013  | Diego Milán      | José Frank Rodríguez | Kelvin Pujols        |
| 2014  | Diego Milán      | Adderlyn Cruz        | Norlandy Tavera      |
| 2015  | Norlandy Tavera  | Diego Milán          | Wendy Cruz           |
| 2016  | Juan José Cueto  | Anthony Rodríguez    | William Guzmán       |
| 2017  | Ismael Sánchez   | William Guzmán       | Rafael Merán         |
| 2018  | Adrián Núñez     | Geovanny García      | Stalin Quiterio      |
| 2019  | Geovanny García  | Johan Valerio Torres | Diego Milán          |
| 2020  | Adderlyn Cruz    | Erlin García         | Rudy Germoso         |
| 2021  | Ramón Adames     | Augusto Sánchez      | Juan Carlos Merán    |
| 2022  | Darnell Lantigua | Jonathan Ogando      | Erlin García         |
| 2023  | Pablo Reyes      | Diego Milán          | Rudy Germoso         |
| 2024  | Rudy Germoso     | Isaac De Los Santos  | Joel García          |
| 2025  | Jesús Marte      | Steven Polanco       | Frankel Rodríguez    |

Multi-titrés
- 3 : Wendy Cruz
- 2 : Diego Milán, Ismael Sánchez

### Contre-la-montre
| Année | Vainqueur       | Deuxième                | Troisième           |
| ----- | --------------- | ----------------------- | ------------------- |
| 2007  | Augusto Sánchez | Rafael Merán            | Jorge Cordero       |
| 2010  | Augusto Sánchez | Rafael Merán            | Begnino de la Cruz  |
| 2013  | Rodny Minier    | Heriberto Peña          | Julio César Peralta |
| 2014  | Augusto Sánchez | Adderlyn Cruz           | Luis Tomás Méndez   |
| 2015  | Rafael Merán    | William Guzmán          | Rodny Minier        |
| 2016  | William Guzmán  | Ismael Collado          | Adderlyn Cruz       |
| 2017  | Augusto Sánchez | Rafael Merán            | Adderlyn Cruz       |
| 2018  | William Guzmán  | Geovanny García         | Augusto Sánchez     |
| 2019  | Rafael Merán    | Adderlyn Cruz           | Wellinton Canela    |
| 2020  | Erlin García    | Alberto Ramos           | Adderlyn Cruz       |
| 2021  | Pas organisé    | Pas organisé            | Pas organisé        |
| 2022  | Erlin García    | Junior Deribal          |                     |
| 2023  | Erlin García    | Pablo Reyes             |                     |
| 2024  | Junior Marte    | Rudy Germoso            | Pablo Reyes         |
| 2025  | Erlin García    | Juan Carlos del Rosario | Maicol Brito        |

Multi-titrés
- 4 : Erlin García, Augusto Sánchez
- 2 : William Guzmán, Rafael Merán

### Course en ligne espoirs
| Année | Vainqueur             | Deuxième           | Troisième               |
| ----- | --------------------- | ------------------ | ----------------------- |
| 2004  | Deivy Capellán        | Augusto Sánchez    | Stalin Quiterio         |
| 2010  | José Payano           | Yordalis Hernández | Adderlyn Cruz           |
| 2012  | William Guzmán        | Carlos Valdez      | Ismael Collado          |
| 2013  | Anthony Rodríguez     | Ismael Collado     | Juan José Cueto         |
| 2014  | Anthony Rodríguez     | Juan José Cueto    | Josiel Rodríguez        |
| 2015  | Emmanuel Fernández    | Leonardo Mazara    | Arturo Galiza           |
| 2016  | Enmanuel Nuñez        | Wellinton Canela   | Michel de la Cruz       |
| 2017  | Robinson Paulino      | Francisco Muñoz    | Erick Martínez          |
| 2018  | Elías Pérez           | Marino Pichardo    | Chaunny Ramírez         |
| 2019  | Andy Alberto de Jesús | Carlos Hernández   | Steven Polanco          |
| 2020  | Steven Polanco        |                    |                         |
| 2022  | Jesús Marte           | Frankel Rodríguez  | Juan Carlos del Rosario |
| 2024  | Nahuel Cruz           | Frailyn Bierd      | Kennedy Pérez           |
| 2025  | Roger Marte           | Ezequiel Belair    | Willy Rosario           |

### Contre-la-montre espoirs
| Année | Vainqueur               | Deuxième         | Troisième          |
| ----- | ----------------------- | ---------------- | ------------------ |
| 2010  | Marcos Delgado          | Norlandy Tavera  | Erizon Peña        |
| 2013  | William Guzmán          | Adderlyn Cruz    | Geovanny García    |
| 2014  | William Guzmán          | Juan José Cueto  | Anthony Rodríguez  |
| 2015  | Elvys Reyes             | David Astacio    | Moisés Selman      |
| 2016  | David Astacio           | Melvin Gómez     | Jean Carlos Tejeda |
| 2017  | Wellinton Canela        | Gelyn Saladín    | Erick Martínez     |
| 2018  | Marino Pichardo         | Chauny Ramírez   | Gregory Quezada    |
| 2019  | Steven Polanco          | Lisander García  | Carlos Hernández   |
| 2020  | Carlos Hernández        | Steven Polanco   | Lisander García    |
| 2020  | Pas organisé            | Pas organisé     | Pas organisé       |
| 2022  | Steven Polanco          | Jesús Marte      | Frankel Rodríguez  |
| 2023  | Juan Carlos del Rosario | Frailyn Bierd    | Nahuel Cruz        |
| 2024  | Anderson Aracena        | Frailyn Bierd    | Eury Leonardo      |
| 2025  | Frailyn Bierd           | Anderson Aracena | Eury Leonardo      |

### Course en ligne juniors
| Année | Vainqueur             | Deuxième              | Troisième          |
| ----- | --------------------- | --------------------- | ------------------ |
| 2004  | Julio César Peralta   | Rafael Germán         | Euris Vidal        |
| 2007  | Erizon Peña           | Roger Stantlin        | Norlandy Tavera    |
| 2008  | Adderlyn Cruz         | William Guzmán        | Víctor Ruiz        |
| 2010  | William Guzmán        | Carlos Lorenzo        | Emmanuel Fernández |
| 2013  | Elvys Reyes           | Rafael Tejada         | Gerson Genao       |
| 2017  | Franklin Peña         | Steven Polanco        | Miguel Peña        |
| 2018  | Jesús Marte           | José Miguel Paulino   | Lizander García    |
| 2019  | Jesús Marte           | Frankel Rodríguez     | Cristopher Paulino |
| 2020  | Frailyn Bierd         | José Junior González  | Frankel Rodríguez  |
| 2023  | Rodrigo Alonso        | Ángel David Rodríguez | Johanser Laureano  |
| 2024  | Ángel David Rodríguez | Wartin Lorenzo        | Daniel Peralta     |

### Contre-la-montre juniors
| Année | Vainqueur          | Deuxième              | Troisième             |
| ----- | ------------------ | --------------------- | --------------------- |
| 2007  | Erizon Peña        | José Ferreras         | Brian Zacarías        |
| 2010  | Juan José Cueto    | Jean Carlos González  | César Marte           |
| 2012  | Carlos Tejada      | Germán Matos          | Carlos Medina         |
| 2013  | Rafael Tejada      | Esmarlin Cedeño       | Arturo Galiza         |
| 2017  | Steven Polanco     | Gregory Quezada       | Kelvin Martínez       |
| 2018  | Cristopher Paulino | Lisander García       | Jesús Roiners         |
| 2019  | Jesús Marte        | Cristopher Paulino    | Frankel Rodríguez     |
| 2020  | Frailyn Bierd      | Frankel Rodríguez     | Roneivi Marte         |
| 2023  | Rodrigo Alonso     | Eury Leonardo         | Ángel David Rodríguez |
| 2024  | Luis Miguel Feliz  | Ángel David Rodríguez | Leudis Luna           |

## Podiums des championnats féminins

### Course en ligne
| Année | Vainqueur           | Deuxième            | Troisième          |
| ----- | ------------------- | ------------------- | ------------------ |
| 2004  | Juana Fernández     | Ana Gómez           | Amelia Blanco      |
| 2007  | Juana Fernández     | Cesarina Ballenilla |                    |
| 2008  | Juana Fernández     | Ana Gómez           | Anne Guzmán        |
| 2014  | Juana Fernández     | Natasha Méndez      | Ana González       |
| 2015  | Cesarina Ballenilla | Virginia Echevarría | Stephany Contreras |
| 2016  | Cesarina Ballenilla | Juana Fernández     | Natasha Méndez     |
| 2017  | Cesarina Ballenilla | Juana Fernández     | Gina Figueroa      |
| 2018  | Cesarina Ballenilla | Juana Fernández     | Stephany Contreras |
| 2019  | Juana Fernández     | Karla De Jesus      | Madelin Canela     |
| 2020  |                     |                     |                    |
| 2021  |                     |                     |                    |
| 2022  |                     |                     |                    |
| 2023  | Gabriella Tejada    | Juana Fernández     | Monica Rodriguez   |
| 2024  |                     |                     |                    |

### Contre-la-montre
| Année | Vainqueur        | Deuxième           | Troisième           |
| ----- | ---------------- | ------------------ | ------------------- |
| 2010  | Hilda Castillo   | Yaina Beras        | Cesarina Ballenilla |
| 2013  | Juana Fernández  | Gina Figueroa      | Ana González        |
| 2014  | Juana Fernández  | Natasha Méndez     | Grace Mary Fabián   |
| 2015  | Juana Fernández  | Natasha Méndez     | Cesarina Ballenilla |
| 2016  | Natasha Méndez   | Juana Fernández    | Mónica Rodríguez    |
| 2017  | Juana Fernández  | Karla de Jesús     | Stephany Contreras  |
| 2018  | Juana Fernández  | Stephany Contreras | Karla de Jesús      |
| 2019  | Juana Fernández  | Karla De Jesus     | Natasha Méndez      |
| 2020  |                  |                    |                     |
| 2021  |                  |                    |                     |
| 2022  |                  |                    |                     |
| 2023  | Monica Rodriguez | Juana Fernández    | Ana Guzmán          |
| 2024  |                  |                    |                     |

### Course en ligne juniors
| Année | Vainqueur          | Deuxième           | Troisième          |
| ----- | ------------------ | ------------------ | ------------------ |
| 2017  | Ruth Santana       | Paola Burgos       | Jira Burgos        |
| 2018  | Milaura de la Cruz | Jesica Paola Burgo | Flor Espiritusanto |

### Contre-la-montre juniors
| Année | Vainqueur          | Deuxième    | Troisième        |
| ----- | ------------------ | ----------- | ---------------- |
| 2013  | Katherine Castillo | Luz Angeles | Desiree Arcangel |
| 2017  | Winnifer Mateo     | Jira Burgos | Paola Burgos     |